# Eleotris vomerodentata
Eleotris vomerodentata är en fiskart som beskrevs av Maugé, 1984. Eleotris vomerodentata ingår i släktet Eleotris och familjen Eleotridae. IUCN kategoriserar arten globalt som otillräckligt studerad. Inga underarter finns listade i Catalogue of Life.